# Paul Gelting
Paul Emil Elliot Gelting (1905 – 1964) fue un botánico, ecólogo, liquenólogo, y profesor danés. Realizó investigaciones de la flora y la vegetación en Dinamarca, y Groenlandia.
Fue profesor asociado en la Universidad de Copenhague, y muy activo en Groenlandia. De 1931 a 1934, participó en la Expedición trienal al este de Groenlandia, dirigida por Lauge Koch; y en la exploración de 1938 a 1939 al noreste de Groenlandia, operada por Eigil Knuth. Entre 1946 a 1954, fue director de la Base Ártica de Qeqertarsuaq, fundada en 1906, por Morten Pedersen Porsild.

## Algunas publicaciones
- paul e.e. Gelting. 1934. Studies on the vascular plants of East Greenland between Franz Josef Fjord and Dove Bay (73°20'-76°20' N). Meddelelser om Grønland 101: 1-340

- ---------------------. 1937. Studies on the food of the East Greenland ptarmigan especially in its relation to vegetation and snow-cover. Meddelelser om Grønland 116 (1): 1-196

- ---------------------. 1937. On Lithoderma fatiscens Aresch. and L. fatiscens Kuckuk. Especially in its relation to vegetation and snow-cover. Meddelelser om Grønland 116 (3): 1-196

- ---------------------. 1939. Karplanternes vertikale Udbredelse i Nordøstgrønland i Forhold til Isfremstød og Epirogenese (Distribución vertical de plantas en el noreste de Groenlandia en relación al avance glaciar y al ascenso de tierras). Nordiska (19. skandinaviska) naturforskarmötet i Helsingfors 11-15 de agosto de 1936: 3 pp.

- ---------------------. 1941. Über pleistozäne Pflanzenrefugien in Grønland (Refugio del Pleistoceno de plantas en Groenlandia). Mitteilungen der Naturforschenden Gesellschaft Schaffhausen 17: 74-96.

- ---------------------, carl a. Jørgensen, m. Køie. 1951. Mosser - Laver - Svampe - Alger. Vilde planter i norden. Sporeplanter (Musgos - Levaduras - Setas - Algas. Plantas silvestres en el norte. Plantas de esporas). Ed. G.E.C. Gads, 291 pp.

- ---------------------, carl a. Jørgensen, mogens e. Køie, g.e.c. Gad. 1951. Suplemento de Briófitas, Copenhague

- ---------------------. 1954. The Rhizocarpon Species with Peltate Areoles Occurring in Europe and North America

- ---------------------. 1956. Parmelia subaurifera Nyl. and P. fraudans (Nyl.) Nyl. in Greenland. Friesia 3-5: 240-246

## Honores

### Eponimia
Género de líquenes
- Geltingia Alstrup & D.Hawksw. 1990[2]
- La abreviatura «Gelting» se emplea para indicar a Paul Gelting como autoridad en la descripción y clasificación científica de los vegetales.[3]